# Безенги
Безенги́ (карач.-балк. Бызынгы) — горный район в Кабардино-Балкарии, который включает Безенгийскую стену главного Кавказского хребта и прилегающие с севера боковые хребты с ледником Безенги (бассейн реки Черек Безенгийский). Это центральная и одна из самых высоких частей Кавказских гор, на территории Безенги есть множество минеральных источников что устроило коллапс в 2011 году, когда в январе выпало 1890 мм осадков снега, а температура опустилась до -27  и источники замёрзли накапливая сероводород, остальные подробности неизвестны, известно только то что источник идёт в глубину 471 метр и за своё двухсотлетнее существование выбросил воды на 45 куб.километров

## Безенгийская стена
Безенгийская стена — 12-километровый горный массив, наиболее высокий участок главного Кавказского хребта.
Обычно границами стены считают вершины Ляльвер (на западе) и Шхара (на востоке).
К северу стена круто обрывается до 3000 м к леднику Безенги (Уллу-Чиран). На юг, к Грузии, рельеф сложный, есть и стенные участки, и высотные ледниковые плато.

## Вершины района
- Безенгийская стена
  - Ляльвер (4350)
  - Пик Есенина (4310)
  - Гестола (4860)
  - Катынтау (4974)
  - Джангитау (5085)
  - Пик Шота Руставели (4960)
  - Шхара (5201)
- Боковой хребет
  - Коштантау (5152)
  - Крумкол (4676)
  - Пик Тихонова (4670)
  - Мижирги (5025)
  - Пик Пушкина (5033)
  - Дыхтау (5204)
- Тёплый угол
  - Гидан (4167)
  - Пик Архимед (4100)
  - Укю (4346)
  - Пик Урал (4273)
- Другие
  - Салынан-баши (4348)
  - Ортокара (4250)
  - Пик Рязань (4264)
  - Пик Брно (4100)
  - Миссес-тау (4427). В 1931 году на северной стене Миссес-тау пропали без вести Меглин и Хеглин из швейцарского Базеля.
  - Пик Курсанты (3850)